# Frank M. Snowden, Jr.
Frank M. Snowden, Jr. (* 17. Juli 1911 im York County, Virginia; † 18. Februar 2007 in Washington, D.C.) war ein US-amerikanischer Professor für Alte Geschichte an der Howard University. Er galt als größte nationale Sachautorität, was das Leben der Schwarzen in der Antike anbetraf. Sein Sohn, Frank Martin Snowden, ist Professor für italienische Geschichte des 20. Jahrhunderts an der Yale University.

## Leben und Schaffen
Sein Vater war zunächst Colonel bei der US Army und später langjährig Kaufmann in Boston. Snowden Jr. machte seine Hochschulreife an der Boston Latin School und ging dann an die Harvard University. Dort erwarb er sowohl 1932 den Bachelor, den Master-Grad 1933 als auch 1944 den Dr. phil. in Geschichtswissenschaft.
Er lehrte in den folgenden Jahren Alte Geschichte an der Georgetown University, dem Vassar College und dem Mary Washington College. 1942 wechselte er auf eine dauerhafte Professur an der Howard University. Dort war er von 1956 bis 1968 Fachbereichsleiter des College der Freien Künste (Geisteswissenschaften). Er wandte sich gegen den damals aufkommenden modischen Afrozentrismus. Nachdem er deswegen im Umfeld des Vietnamkrieges und der 1968er Unruhen viel Kritik einstecken musste, trat er von diesem akademischen Führungsposten zurück.
Snowden war weithin bekannt für seine Forschungen über Schwarze in der Antike. Er schlussfolgerte aus seinen Quellenstudien, dass im antiken Rom und Griechenland Rassenvorurteile kein Thema waren. Der Grund dafür war laut Snowden, dass die meisten Schwarzen, denen man damals begegnete keine Sklaven waren. Die meisten Sklaven im antiken Römischen Reich waren Weiße. Die meisten Schwarzen, denen man begegnete, waren Krieger, Staatsmänner und Söldner. Daher gab es den Rassismus der modernen Zivilisation damals nicht. Er studierte die Quellen der antiken Künste und Literatur und fand darin beweiskräftige Belege, dass Schwarze seinerzeit geachtet mit den Griechen und Römern koexistierten. Snowden Jr. übernahm Verantwortung als Mitglied der US-Delegation bei der UNESCO in Paris, war zeitweise Kulturattaché der US-amerikanischen Botschaft in Rom. Er war auch Dozent des US-Außenministeriums. Er sprach fließend Lateinisch, Altgriechisch, Deutsch, Französisch und Italienisch.
Aus seinen zahlreichen Veröffentlichungen als Historiker ragte heraus die Monografie Blacks in Antiquity: Ethiopians in the Greco-Roman Experience (1970). Dafür erhielt er den Charles J. Goodwin Award of Merit der American Philological Association. Ebenfalls Ansehen erwarb er mit den Fachbüchern The Image of the Black in Western Art I: From the Pharaohs to the Fall of the Roman Empire (1976) und Before Color Prejudice: The Ancient View of Blacks (1983). Seine Resultate beeinflusste die Veröffentlichungen anderer Fachkollegen, namentlich George M. Fredricksons Racism: A Short History (deutsch: Rassismus, Hamburg 2004) und Martin Bernals Black Athena (deutsch: Schwarze Athene). Im Jahr 2003 wurde Snowden Jr. im Weißen Haus vom Präsidenten der USA die National Humanities Medal für sein Lebenswerk verliehen.
Snowden Jr. war verheiratet mit einer Highschool-Lehrerin von 1935 bis zu ihrem Tod 2005. Er selbst starb 95-jährig in der Grand-Oaks-Seniorenresidenz in Washington D.C. an einem Herzinfarkt. Die meisten großen, überregionalen US-amerikanischen Zeitungen brachten Nachrufe auf ihn. Er hinterließ eine Tochter und einen Sohn, vier Enkel und vier Urenkel.

## Werke (Auswahl)
- Before Color Prejudice: The Ancient View of Blacks. Harvard University Press, 1984
- Blacks in antiquity : ethiopians in the Greco-Roman experience. Belknap Press of Harvard University Press, 1972, ISBN 0-674-07626-5
- The Conquest of Malaria in Italy 1900-1962. Yale University Press, 2006, ISBN 978-0-300-10899-6